# Ханимей
Ханиме́й (рос. Ханымей) — селище у складі Пурівського району Ямало-Ненецького автономного округу Тюменської області, Росія. Адміністративний центр та єдиний населений пункт Ханимейського сільського поселення.
Населення — 4372 особи (2017, 4707 у 2010, 4621 у 2002).
Національний склад станом на 2002 рік: росіяни — 62 %.